# Paulo Costanzo
Paulo Costanzo (Brampton, 21 settembre 1978) è un attore canadese.
Di origine italiana, è noto soprattutto per aver interpretato il personaggio di Evan R. Lawson nella serie televisiva Royal Pains.

## Biografia
Costanzo ha recitato non solo in varie produzioni televisive ma anche a teatro, prendendo parte alle produzioni canadesi di Boogeyman (l'equivalente dell'italiano Uomo nero) e di un'opera di Neil Simon, The Good Doctor.
Paulo Costanzo ha frequentato la Balmoral Secondary School, prima di trasferirsi alla Mayfield Secondary School, la locale scuola d'arte. Durante le superiori Costanzo ha recitato nella parte di Tony in una produzione scolastica di West Side Story. La sua classe ha, inoltre, messo in scena una parodia di Friends, in cui recitava la parte di Ross.
Come molti altri attori, ha cominciato la sua carriera al di fuori del teatro grazie ai telefilm. Ha recitato nella parte di Young Vito in The Don's Analysis, di Arthur in My Date with the President's Daughter, e di Yaakov/Gaston nell'episodio di "Marie Taquet" all'interno di Rescuers: Stories of Courage: Two Couples.
Nel 1998 ha ottenuto il suo primo ruolo importante nella serie TV Animorphs, facendo la parte dell'alieno Aximili-Esgarrouth-Isthill.
La sua carriera cinematografica è iniziata nel 2000, quando ha interpretato il personaggio di Rubin Carver nella commedia Road Trip. Da allora sono seguiti molti ruoli, tra cui quello di Alexander Cabot III nel film Josie and the Pussycats, quello di Troy in Gypsy 83, di Ryan, a fianco di Josh Hartnett in 40 giorni & 40 notti, di Stu, con Alicia Silverstone e Woody Harrelson nel progetto indipendente BancoPaz e di Laurie nella commedia canadese A Problem with Fear.
Paulo Costanzo ha successivamente preso parte ad altre serie televisive tra cui Joey, in cui interpretava Michael Tribbiani, Royal Pains — la serie che lo ha reso maggiormente celebre — nel ruolo di Evan Richard Lawson, Designated Survivor nel ruolo di Lyor Boone e Upload.

## Filmografia

### Attore

#### Cinema
- Road Trip, regia di Todd Phillips (2000)
- Josie and the Pussycats (2001)
- Gypsy 83 (2001)
- 40 giorni & 40 notti, regia di Michael Lehmann (2002)
- BancoPaz (2002)
- A Problem With Fear (2003)
- The Tao Of Pong (2004)
- Everything's Gone Green (2006)
- Splinter (2008)
- Guida alla morte per principianti (A Beginner's Guide to Endings), regia di Jonathan Sobol (2010)

#### Televisione
- Ready Or Not – serie TV (1997)
- L'analista del padrino (The Don's Analyst), regia di David Jablin - film TV (1997)
- My Date With The President's Daughter – serie TV (1998)
- Animorphs – serie TV (1998)
- Seasons Of Love – serie TV (1999)
- PSI Factor – serie TV (1999)
- Joey – serie TV (2004-2006)
- Rules Of Engagement – serie TV (2006)
- Royal Pains – serie TV, 106 episodi (2009-2016)
- Criminal Minds – serie TV, episodio 9x12 (2014)
- The Expanse – serie TV, 6 episodi (2015-2016)
- The Night Of - Cos'è successo quella notte? – miniserie TV, 4 episodi (2016)
- Designated Survivor – serie TV, 22 episodi (2017-2018)
- Upload – serie TV (2022)

### Produttore
- The Tao of Pong (2004)

## Doppiatori italiani
Nelle versioni in italiano delle opere in cui ha recitato, Paulo Costanzo è stato doppiato da:
- Edoardo Stoppacciaro in Royal Pains, The Expanse
- Mirko Mazzanti in Animorphs
- Davide Lepore in Road Trip
- Rory Manfredi in Josie and the Pussycats
- David Chevalier in 40 giorni & 40 notti
- Corrado Conforti in BancoPaz
- Davide Perino in Joey
- Francesco Venditti in Guida alla morte per principianti
- Andrea Mete in Criminal Minds
- Davide Albano in The Night Of - Cos'è successo quella notte?
- Emiliano Coltorti in The Good Fight
- Luigi Morville in Designated Survivor
- Riccardo Niseem Onorato in Upload